# Campionati pacifico-americani di slittino 2015
I Campionati pacifico-americani di slittino 2015, quarta edizione della manifestazione, si sono disputati a Lake Placid, negli Stati Uniti d'America, dal 4 al 6 dicembre 2014 sul Mt. Van Hoevenberg Olympic Bobsled Run, il tracciato che ospitò le Olimpiadi invernali del 1980 e, sebbene con la sua versione "naturale" e non con quella attuale, quelle del 1932.
L'evento si è svolto all'interno della seconda tappa di Coppa del Mondo 2014/15.

## Podi
| Evento         | Oro                               | Tempo    | Argento                     | Tempo    | Bronzo                          | Tempo    |
| Singolo Uomini | Tucker West                       | 1'42"117 | Christopher Mazdzer         | 1'43"205 | Aidan Kelly                     | 1'43"349 |
| Singolo Donne  | Erin Hamlin                       | 1'28"672 | Emily Sweeney               | 1'28"951 | Summer Britcher                 | 1'28"961 |
| Doppio         | Matthew Mortensen Jayson Terdiman | 1'28"274 | Tristan Walker Justin Snith | 1'28"677 | Justin Krewson Tristan Jeskanen | 1'29"189 |

## Singolo uomini
Tripletta statunitense sul podio, con Tucker West che conquista il suo primo titolo battendo il due volte campione uscente Christopher Mazdzer; terzo il connazionale Aidan Kelly.
| Pos. | Atleti              | Nazione     | Tempo    | Distacco |
| ---- | ------------------- | ----------- | -------- | -------- |
|      | Tucker West         | Stati Uniti | 1'42"117 |          |
|      | Christopher Mazdzer | Stati Uniti | 1'43"205 | +1"088   |
|      | Aidan Kelly         | Stati Uniti | 1'43"349 | +1"232   |
| 4    | Riley Stohr         | Stati Uniti | 1'43"659 | +1"542   |
| 5    | Mitchel Malyk       | Canada      | 1'43"862 | +1"745   |
| 6    | John Fennell        | Canada      | 1'44"174 | +2"057   |

## Singolo donne
Come accaduto nella gara maschile, anche al femminile salgono i gradini del podio tre statunitensi con Erin Hamlin che si aggiudica la gara battendo Emily Sweeney e Summer Britcher; la campionessa uscente Alex Gough non ha preso parte alla competizione.
| Pos. | Atleti          | Nazione     | Tempo    | Distacco |
| ---- | --------------- | ----------- | -------- | -------- |
|      | Erin Hamlin     | Stati Uniti | 1'28"672 |          |
|      | Emily Sweeney   | Stati Uniti | 1'28"951 | +0"279   |
|      | Summer Britcher | Stati Uniti | 1'28"961 | +0"289   |
| 4    | Julia Clukey    | Stati Uniti | 1'29"330 | +0"658   |
| 5    | Arianne Jones   | Canada      | 1'29"339 | +0"667   |
| 6    | Kimberley McRae | Canada      | 1'29"371 | +0"699   |
| 7    | Jordan Smith    | Canada      | 1'30"076 | +1"404   |

## Doppio
Gli statunitensi Matthew Mortensen e Jayson Terdiman vincono il loro secondo titolo (dopo quello di Calgary 2012) battendo i canadesi campioni uscenti Tristan Walker e Justin Snith; terza l'altra coppia statunitense Krewson/Jeskanen.
| Pos. | Atleti                            | Nazione     | Tempo    | Distacco |
| ---- | --------------------------------- | ----------- | -------- | -------- |
|      | Matthew Mortensen Jayson Terdiman | Stati Uniti | 1'28"274 |          |
|      | Tristan Walker Justin Snith       | Canada      | 1'28"677 | +0"403   |
|      | Justin Krewson Tristan Jeskanen   | Stati Uniti | 1'29"189 | +0"915   |

## Medagliere
| Posizione | Nazione     | Oro | Argento | Bronzo | Totale |
| --------- | ----------- | --- | ------- | ------ | ------ |
| 1         | Stati Uniti | 3   | 2       | 3      | 8      |
| 2         | Canada      | 0   | 1       | 0      | 1      |
| Totale    | Totale      | 3   | 3       | 3      | 9      |